# Roads to Olympia
Roads to Olympia es una película de drama y deporte de 2019, dirigida por Ramazan Nanayev, que a su vez la escribió junto a Francisco Sebastian Muñoz, musicalizada por Ahmad Ai y Michael Sempert, en la fotografía estuvo Ashton J. Harrewyn, el elenco está compuesto por Daniel Alexander, Pascale Seigneurie y Natalya Rudakova, entre otros. El filme fue realizado por Beacon Revolt y Andarilho Filmes; se estrenó el 20 de julio de 2019.

## Sinopsis
Tres jóvenes atletas hacen frente a la opresión cultural, la intransigencia y la pobreza, mientras están tras el mismo objetivo, participar en los Juegos Olímpicos.